# Lodger (album)
Pour les articles homonymes, voir Lodger.
Albums de David Bowie
Stage
(1978) Scary Monsters (and Super Creeps)
(1980)
Singles
1. Boys Keep Swinging
Sortie : 27 avril 1979
2. DJ
Sortie : 29 juin 1979
3. Look Back in Anger
Sortie : 20 août 1979

Lodger est le treizième album studio de David Bowie, sorti en 1979.

## Histoire
Après Low et "Heroes", cet album marque la fin de la trilogie berlinoise du chanteur. Parmi les plus célèbres compositions, on retrouve Boys Keep Swinging et DJ.
L'album est ressorti en version remixé en 2017 par Tony Visconti dans le coffret A New Career in a New Town (1977–1982).
On remarque la présence du guitariste américain Adrian Belew à la mandoline et à la guitare, deux ans plus tard, il sera contacté par Robert Fripp pour faire partie de la nouvelle formation de King Crimson.

## Titres

### Album original
Toutes les chansons sont écrites et composées par David Bowie et Brian Eno, sauf indication contraire.
| 1. | Fantastic Voyage     |             | 2:55 |
| 2. | African Night Flight |             | 2:54 |
| 3. | Move On              | David Bowie | 3:16 |
| 4. | Yassassin            | David Bowie | 4:10 |
| 5. | Red Sails            |             | 3:43 |

| 6.  | DJ                 | David Bowie, Brian Eno, Carlos Alomar | 3:59 |
| 7.  | Look Back in Anger |                                       | 3:08 |
| 8.  | Boys Keep Swinging |                                       | 3:17 |
| 9.  | Repetition         | David Bowie                           | 2:59 |
| 10. | Red Money          | David Bowie, Carlos Alomar            | 4:17 |

### Rééditions
En 1991, Lodger a été réédité au format CD par Rykodisc/EMI avec deux chansons supplémentaires.
| 11. | I Pray, Olé (inédite, enregistrée en 1979)         | 3:59 |
| 12. | Look Back in Anger (version réenregistrée en 1988) | 6:59 |

## Musiciens
- David Bowie : chant, chœurs, piano (1, 6), synthétiseur (4), Chamberlin (6), guitare (8, 10)
- Brian Eno : synthétiseur (5, 7), ambient drones (1), traitements de piano (2) traitements de guitare (5), piano (2), cuivres (7), chœurs (4)
- Adrian Belew : guitare (3, 5, 6, 8-10), mandoline (1)
- Carlos Alomar : guitare (2-7, 9, 10), batterie (8), chœurs (4)
- Tony Visconti : guitare (3, 4), mandoline (1), basse (8), chœurs (1, 3, 4, 7, 8, 10)
- George Murray : basse sauf sur (8), chœurs (4)
- Simon House : violon (4, 5, 8, 9), mandoline (1), chœurs (4)
- Roger Powell : synthétiseurs (9, 10)
- Sean Mayes : piano (1, 3, 5, 7)
- Stan : saxophone (5)
- Dennis Davis : batterie (1, 4-6, 9, 10), percussions (2, 3, 7), basse (8), chœurs (4)

## Classement
| Classement (1979)              | Meilleure place |
| ------------------------------ | --------------- |
| Royaume-Uni (UK Singles Chart) | 4               |
| France (SNEP)                  | 11              |
| États-Unis (Billboard 200)     | 20              |